# Урумская письменность
Небольшое количество текстов на урумском языке было записано греческим алфавитом. В 1920-е — 1930-е годы в урумских сёлах преподавался крымскотатарский язык.

## Современная письменность
В настоящее время используется кириллическая письменность, но официально она не утверждена и в разных источниках используются разные варианты алфавита. Известный специалист в области кыпчакских языков Александр Гаркавец использует в своих работах следующий алфавит.
| А а   | Б б | В в   | Г г   | Ғ ғ | Д д | (Δ δ) | Д′ д′ |
| (Ђ ђ) | Е е | Ж ж   | Җ җ   | З з | И и | Й й   | К к   |
| Л л   | М м | Н н   | Ң ң   | О о | Ӧ ӧ | П п   | Р р   |
| С с   | Т т | Т′ т′ | (Ћ ћ) | У у | Ӱ ӱ | Υ υ   | Ф ф   |
| Х х   | Һ һ | Ц ц   | Ч ч   | Ш ш | Щ щ | Ъ ъ   | Ы ы   |
| Ь ь   | Э э | Ю ю   | Я я   | Θ θ |     |       |       |

В учебном пособии по урумскому языку, изданном в Киеве в 2008 году, используется другой алфавит.
| А а | Б б | В в | Г г | Ґ ґ | Д д | Д' д' | Дж дж |
| Е е | З з | И и | Й й | К к | Л л | М м   | Н н   |
| О о | Ӧ ӧ | П п | Р р | С с | Т т | Т' т' | У у   |
| Ӱ ӱ | Ф ф | Х х | Ч ч | Ш ш | Ы ы | Э э   |       |